# Kraljevska jugoslavenska vojska
Kraljevska jugoslavenska vojska bila je oružana snaga Kraljevine SHS, od 1929. pod nazivom Kraljevina Jugoslavija, pa sve do kapitulacije 17. travnja 1941.
Malo prije invazije na Jugoslaviju, Kraljevska jugoslavenska vojska izvršila je puč na staru vladu dana 27. ožujka 1941.
Kraljevskom jugoslavenskom vojskom su dominirali Srbi; do trenutka predaje vojske, velika većina članova visokog zapovjedništva i generala bili su Srbi, poglavito nakon što su drugi narodi Jugoslavije stali na stranu Sila Osovina. Zanimljivo je to što su jedino Srbi i prosrpski Crnogorci branili Jugoslaviju, dok su ostali narodi Jugoslavije uglavnom dezertirali iz KJV ili stali na stranu Sila Osovine.

## Stanje i oprema vojske
Vojska je bila ovisna o stočnoj vučnoj snazi (često volovima) i tovarnim životinjama za transport. Pješačka divizija u ratnom sastavu imala bi 26 000 – 27 000 ljudi, a konjička 6000 – 7000 ljudi. Potpuno unovačena vojska imala bi oko 900 000 vučnih i tovarnih životinja. Teško naoružanje pješačkih i topničkih postrojbi sastojalo se od teških mitraljeza iz Prvog svjetskog rata, od kojih su mnogi bili zastarjeli i u lošem stanju. Laki mitraljezi uvezeni su u međuratnom razdoblju iz Čehoslovačke i u manjoj mjeri iz Francuske. Lako naoružanje sastojalo se od oko milijun pušaka tipa Mauser i 20 000 puškomitraljeza, dijelom uvezenih, ali većinom proizvedenih po stranoj licenci doma. Samo je ovo lako naoružanje bilo suvremeno i za njega je bilo dovoljno pričuvnih dijelova. Postrojbe rezervista bile su naoružane austrijskim puškama iz Prvog svjetskog rata. Od oko 7 000 topničkih oružja, oko 4 000 bilo je relativno suvremeno, uključujući tu i 800 protutenkovskih topova. Zatim je bilo oko 1 900 suvremenih minobacača i oko 250 protuavionskih topova. Sve je to bilo uvezeno s raznih strana, što je značilo da su mnogi modeli oružja često bili bez streljiva i bez mogućnosti odgovarajuće se popravljati i održavati. Početkom travnja 1941. vojska je imala na raspolaganju streljiva za 75 dana za pješačko naoružanje, 100 dana za topništvo i za 2 do 7 dana za protuavionsko oružje. Vojska je imala 110 tenkova od kojih su 60 bili neprikladni strojevi od pet tona iz Prvog svjetskog rata, a 50 suvremeni 10-tonski tenkovi kupljeni u Belgiji 1940. Mali broj posada za tenkove bio je loše izvježban, a za protuavionske operacije vježbanje je bilo minimalno. 459 aviona jugoslavenskog zrakoplovstva bili su razne proizvodnje (britanske, francuske, njemačke, talijanske, jugoslavenske), a čak ni za avione jugoslavenske proizvodnje nije bilo moguće osigurati pričuvne dijelove i zamjenu. Ukupna avijacija sastojala se od 125 lovaca (38 zastarjelih), 173 bombardera i 161 izviđačkog aviona (od toga 150 zastarjelih). Mornarica je imala jednu malu zastarjelu krstaricu, 4 suvremena razarača, 4 stare torpiljarke, 8 velikih i 2 mala torpedna čamca, 4 podmornice, 11 minonosača, oko tucet pomoćnih plovnih jedinica i 4 riječna monitora na Dunavu. Uz još oko 150 većinom zastarjelih hidroplana osnovni cilj pomorskog obrambenog plana bio je za 24 – 48 sati zadržati eventualno talijansko amfibijsko iskrcavanje što je bilo vrijeme potrebno kopnenoj vojsci za stići do obale i početi s operacijama protiv mostobrana. Razarač Dubrovnik sagrađen je u Engleskoj, glavni topovi bili su iz Čehoslovačke, protuavionska oruđa iz Švedske, torpedni uređaji iz Engleske, topovski uređaji iz Nizozemske, radio-oprema iz Belgije. To je primjer šarolikosti jugoslavenskog uvoznog oružja. U mjesecima koji su prethodili invaziji Jugoslaviji je uspjelo iz SAD-a uvesti oko 1 000 kamiona vojne namjene, ali je praktično sve teško naoružanje i opskrba ovisilo o stočnoj vučnoj snazi. Jugoslavija je u trenutku invazije imala pod oružjem oko 700 000 ljudi, a od toga su više od 400 000 bili loše uvježbani regruti s manje od mjesec dana u odori. Većina postrojbi bila je još uvijek na zbornom mjestu, a ne na bojišnici ili položajima blizu bojišnice, gdje im je prema planu bio raspored. Niti jedna divizija nije bila spremna za akciju, osim nekih pješačkih i konjičkih pukova i pionirskih postrojbi.
Niski dohodak po glavi stanovnika i mala industrijska baza onemogućili su proizvodnju dovoljne količine suvremenog oružja doma, kao i uvoz takvog oružja. Dohodak po glavi stanovnika 1938. procijenjen je na 3 100 dinara (oko 70 dolara; Jugoslavija je imala nešto više od 16 milijuna stanovnika), a cijene uvoznog oružja u studenom 1938. kreću se ovako: laki tenkovi (12 – 15 t) 2 500 000 dinara, teški tenkovi (20 – 25 t) 5 000 000 dinara, teški kamioni 90 000 dinara, haubice 150 mm (M 36) 3 500 000 dinara, lovački avioni bez naoružanja 1 750 000 dinara, bombarderi bez naoružanja 4 500 000 dinara. Kao indikator ekonomske, a time i vojne snage može se uzeti proizvodnja čelika. Godine 1938. Jugoslavija je proizvela oko 230 000 tona čelika, od čega je jedna trećina proizvedena u željezarama na pograničnom području ili nedaleko granice. Te iste godine njemačka proizvodnja čelika iznosila je 22 600 000 tona. Ukupna njemačka proizvodnja znatno se povećala kad su podvrgnuti pod nadzor kapaciteti za prizvodnju čelika u Austriji, Čehoslovačkoj, Poljskoj, Francuskoj, Belgiji, Luksemburgu, Nizozemskoj, Danskoj i Norveškoj.

## Invazija na Jugoslaviju
Stvorena nakon Prvog svjetskog rata, Kraljevska jugoslavenska vojska i dalje je bila uveliko naoružana oružjem iz tog rata, iako je započela modernizacija nabavom čehoslovačkog oružja i vozila. Od oko 7000 topova, većina njih je bila zastarjela i vučena konjima, dok je od toga 4000 topova bilo relativno moderno, uključujući i 800 protutenkovskih topova. Tu je bilo i oko 1900 modernih minobacača, te 200 protuzrakoplovnih topova. Sva ta oružja su bila uvozna iz različitih država, što je ujedno i značilo da su različiti modeli zahtijevali i različit popravak, što je slabjelo snagu KJV. Jedine mehanizirane jedinice bile su 6 bojni, raspoređene po trijema konjičkim pukovnijama, 6 motoriziranih topničkih pukovnija, dvije oklopne bojne (po 110 tenkova), a jedna od bojni je imala tenkove modela Renault FT-17 iz Prvog svjetskog rata, te 54 moderna modela Renault R35, te jednu neovisnu satniju s češkim SI-D razaračima tenkova. Nekih 1000 kamiona je uvezeno iz SAD-a, nekoliko mjeseci prije invazije.
U punoj snazi, KJV je imala 28 pješačkih divizija, 3 konjičke divizije, te 35 neovisnih pukovnija. Od neovisnih pukovnija 16 ih je bilo raspoređeno po utvrdama, a ostatak su bile kombinirane pukovnije ili "Odredi", a bile su u svrhu pojačanja. Svaki je odred imao do tri pješačke pukovnije i od jedne do tri topničke bojne, s tri organizirane alpske jedinice. Njemački napad je KJV dočekao nespremnu, a samo je nekoliko jedinica bilo raspoređeno u obrani. Jedinice su imale 70 % – 90 % svoje ukupne snage, pošto mobilizacija nije do kraja bila gotova. Snaga KJV je bila oko 1 200 000 vojnika do početka invazije.
KJV bila je organizirana u tri vojne grupe i obalne obrambene trupe. 3. vojna grupa bila je najjača, a branila je granice s Rumunjskom, Bugarskom i Albanijom. 2. vojna grupa branila je područje oko Željeznih vrata i rijeke Drave. 1 vojna grupa sastavljena uglavnom od Hrvata branila je prostore Hrvatske i granice s Italijom, Austrijom (kasnije granice Trećeg Reicha), te Mađarskom.
Snaga svake vojne grupe imala je snagu malo veću od korpusa.